# Brendale
Brendale ist ein Stadtteil (Suburb) von Brisbane, der Hauptstadt des australischen Bundesstaats Queensland. Der Ort liegt etwa 21 Kilometer nördlich des Stadtzentrums von Brisbane. Die Einwohnerzahl lag 2021 bei 3100 Personen.

## Geschichte
Brendale liegt im traditionellen Land der indigenen Australier der Aborigines.
Der Name des Stadtteils stammt aus dem Namen eines Gestüts, das Anfang der 1960er Jahre vom Bauträger, Immobilienvermarkter und Geschäftsinhaber William (Bill) Bowden gegründet wurde.
Brendale ist ein Industrie-, Leichtindustrie-, Handels-, Geschäfts-, Einzelhandels- und Dienstleistungszentrum in der Region Strathpine für die nördliche Metropole Brisbane und weitere Gemeinden. Das Bunya Park Drive Convenience Center mit dem Eatons Hill Hotel und Funktionszentrum in Brendale ist eine Handels-, Unternehmens-, Einzelhandels- und Dienstleistungszone, die Dienstleistungen für den benachbarten Albany Creek, Eatons Hill und weitere Gemeinden erbringt.